# Lucy Rose
Lucy Rose Parton (Camberley, 20 giugno 1989) è una cantante britannica.

## Biografia
La più giovane di tre sorelle, Lucy Rose si è avvicinata al mondo della musica suonando le percussioni nell'orchestra della sua scuola e scrivendo canzoni utilizzando il pianoforte di casa. Ha inoltre imparato a suonare la chitarra da autodidatta. All'età di 18 anni si è trasferita a Londra per studiare Geografia all'University College; ha quindi iniziato a frequentare la scena indie della città.
Nel 2012 ha firmato un contratto discografico con la Columbia Records e ha iniziato a registrare il suo album di debutto, Like I Used To, uscito lo stesso settembre. Il disco ha raggiunto il 13º posto nella Official Albums Chart britannica. Ha promosso la sua musica al Live at Leeds Festival, al Kent's Hop Farm Festival, al Latitude Festival, al Y Not Festival, al Green Man Festival, al Bestival e al Reading/Leeds Festival nel corso dell'estate del 2012.
Il suo secondo album Work It Out è uscito a luglio 2015 e ha conquistato la 9ª posizione della classifica britannica. Ha promosso il disco nell'America Latina intraprendendo un viaggio zaino in spalla fra Ecuador, Perù, Cile, Argentina, Paraguay, Uruguay, Brasile e Messico e organizzando spettacoli gratuiti per farsi conoscere. Dell'esperienza ha prodotto un documentario, intitolato Something's Changing, che ha ispirato il suo terzo album dello stesso titolo uscito nel 2017. Il disco è arrivato 34º in classifica. Il suo quarto album, No Words Left, è uscito a marzo 2019 e ha debuttato al 38º posto nella classifica britannica degli album.

## Discografia

### Album in studio
- 2012 – Like I Used To
- 2015 – Work It Out
- 2017 – Something's Changing
- 2019 – No Words Left

### Album dal vivo
- 2016 – Live at Urchin Studios

### Raccolte
- 2018 – Something's Changing (Remixes)

### Singoli
- 2011 – Middle of the Bed
- 2011 – Scar
- 2012 – Red Face
- 2012 – Lines
- 2012 – Bikes
- 2013 – Shiver (feat. Mr. Eazi)
- 2015 – Our Eyes
- 2015 – Like an Arrow
- 2015 – Till the End
- 2015 – Nebraska
- 2017 – Floral Dresses (feat. The Staves)
- 2017 – Is This Called Home
- 2017 – No Good at All
- 2017 – End Up Here
- 2018 – All That Fear
- 2019 – Conversation